# Šimpanz učenlivý
Šimpanz učenlivý (Pan troglodytes) je africký lidoop. Společně s bonobem je nejbližším žijícím příbuzným člověka a je mu ze všech primátů nejpodobnější. Nejbližším příbuzným šimpanze učenlivého je bonobo, s nímž tvoří společný rod Pan. Odhaduje se, že oba druhy se oddělily zhruba před 0,8 – 1,8 miliony let.

## Popis

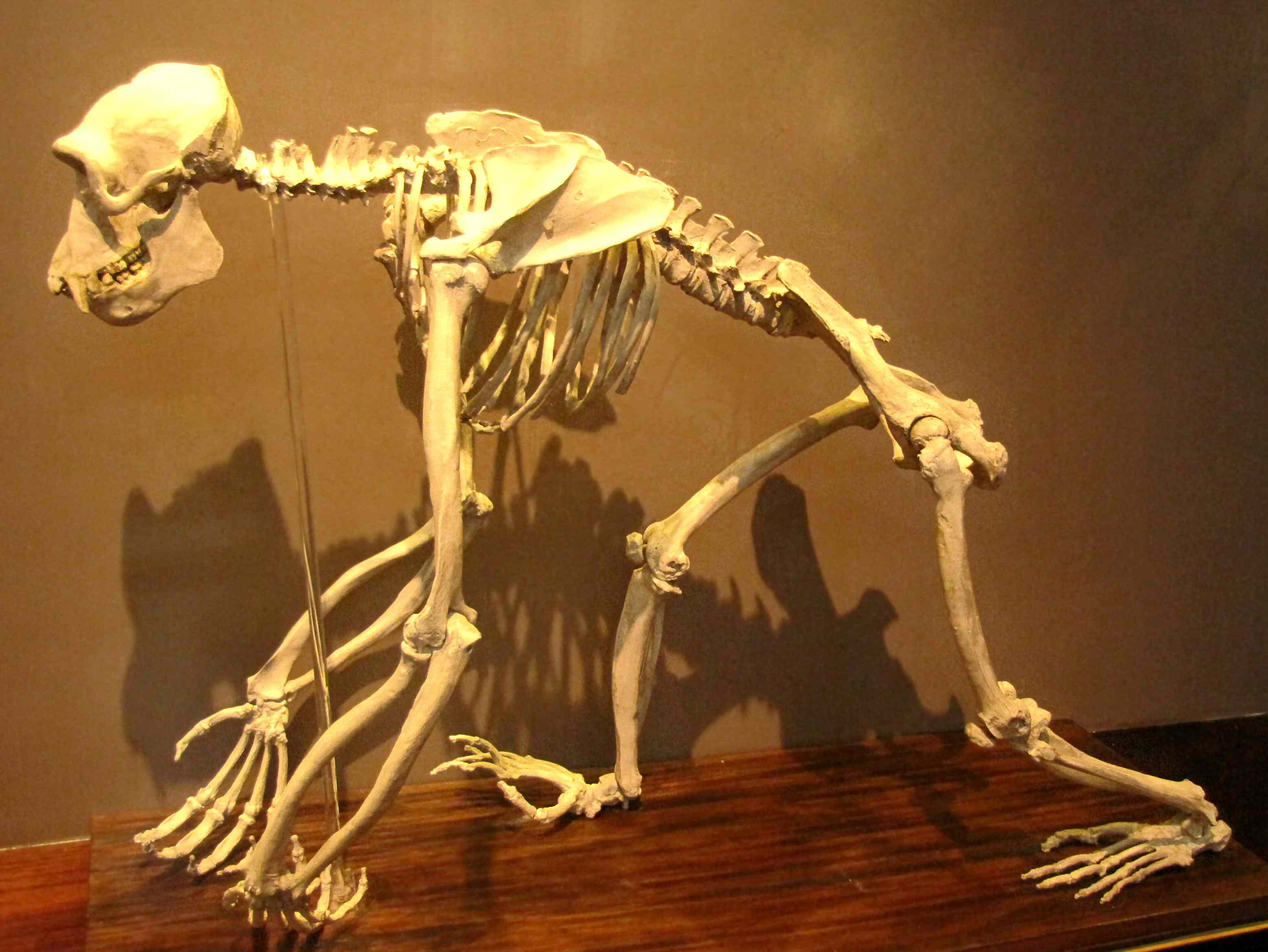
Kostra šimpanze

Šimpanz má kromě dlaní a chodidel celé tělo pokryté nejčastěji černou nebo hnědou srstí, lysé části těla jsou tmavé a skvrnité, u některých poddruhů bývají světlé. S přibývajícím věkem šimpanzům ubývá srsti a na některých místech (hlavně na zádech) šediví. Dorůstají obvykle délky 65 až 95 cm, ve vzpřímené poloze dosahují výšky až 1,7 metru. Jejich hmotnost dosahuje hodnot od 32 do 70 kg, ale v zajetí mohou vážit až 80 kg. Samci bývají zpravidla větší a těžší než samice. Mláďata mají na zadečku bílý trs chlupů, který jasně určuje jejich věk. S přibývajícím věkem se tento trs ztrácí.
Paže mají šimpanzi delší než nohy, což jim umožňuje chodit po čtyřech. Při roztažení jsou paže dlouhé až 1,5 násobek výšky jedince. Mají protilehlé palce jak na rukou, tak i na nohou, což jim umožňuje lepší uchopení větví.

## Rozšíření
Šimpanz učenlivý je rozšířen v západní a střední Africe ve čtyřech poddruzích. Obývá především tropické deštné pralesy, ale také husté stromové savany a křovinatou krajinu. Dokonce žije i v galeriových a horských lesích do výšky 3 000 metrů nad mořem.
Biomy, ve kterých šimpanzi žijí, se liší podle toho, v jaké lokalitě se vyskytují. V Národním parku Gombe v Tanzanii se vyskytují především v poloopadavých a stálezelených lesích, v Národním parku Taï zase obývají poslední tropický prales Pobřeží slonoviny.

## Ekologie

### Potrava

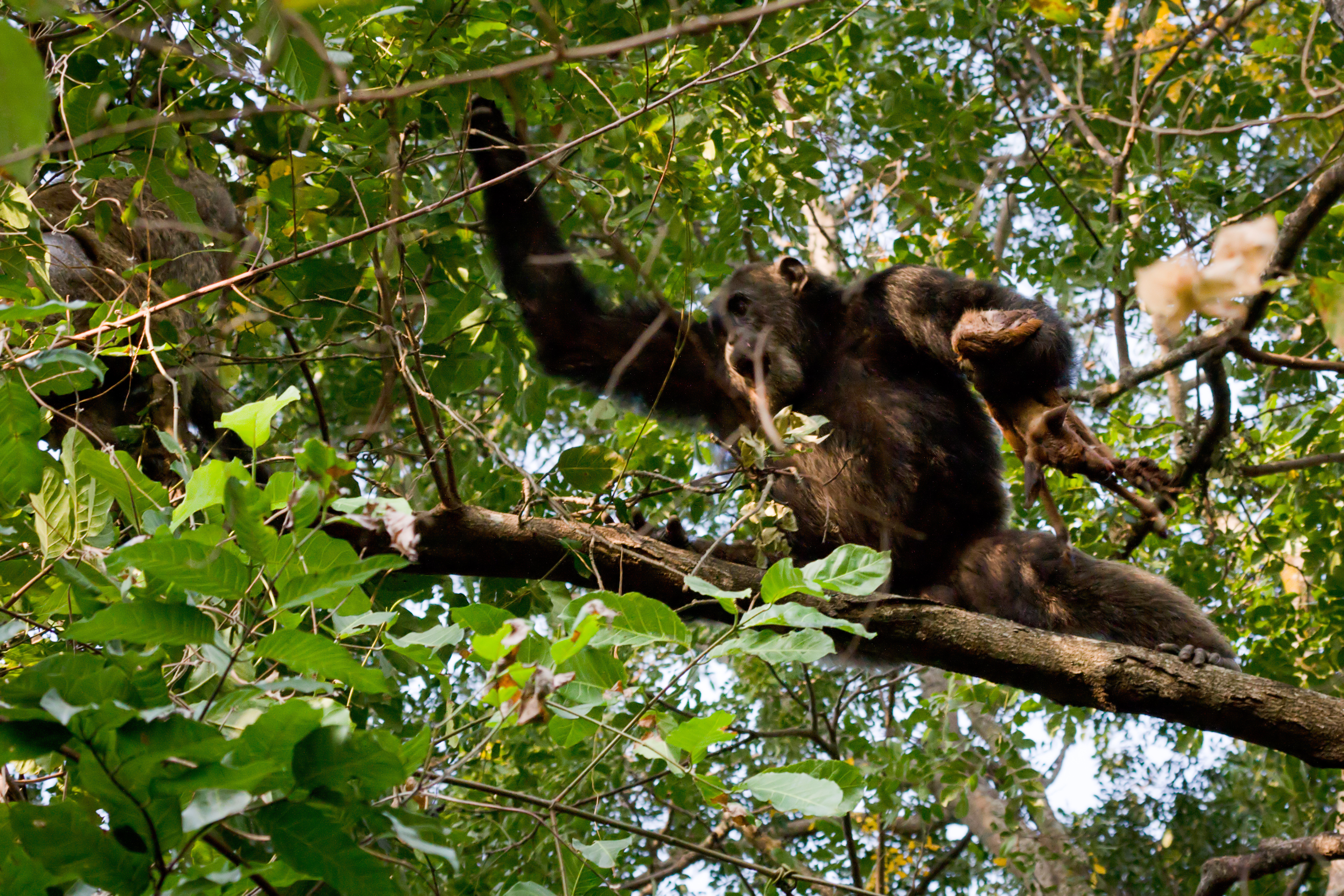
Dospělý šimpanz ukradl paviánovi mrtvou antilopu v Národním parku Gombe

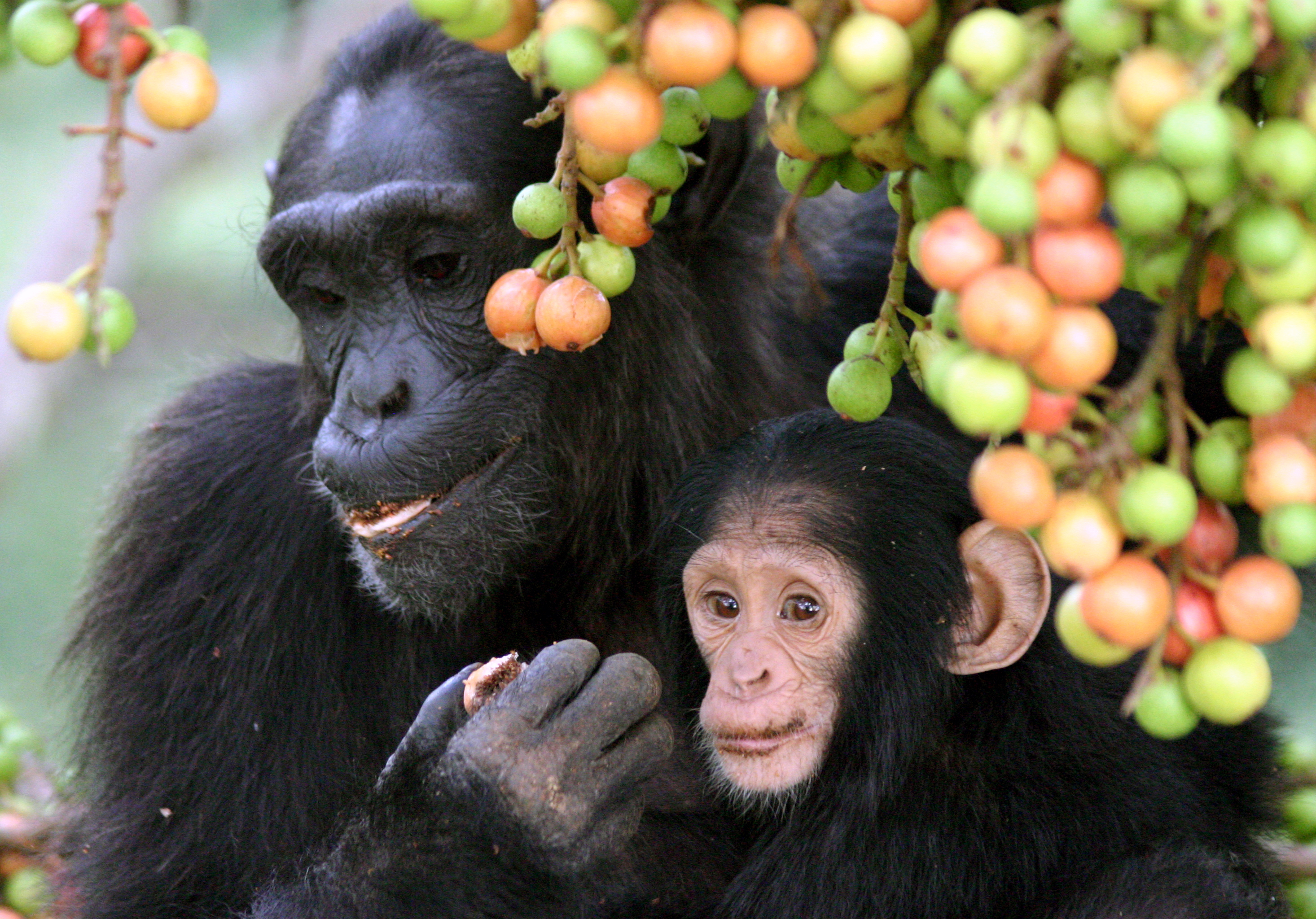
Samice s mládětem pojídají ovoce

Šimpanzi jsou všežravci, jejich strava je ale spíše býložravá. Jejich potrava se skládá většinově z ovoce, ale také z jiných rostlin – z bobulí, listí, pupenů či semen různého druhu. Studie, která byla prováděna v Ugandě, zjistila, že 64,5 % stravy se skládá z ovoce (nejčastěji z fíků) a téměř 20 % se skládá z listí. Svůj jídelníček ale doplňují i o vejce, termity, mravence a jiné druhy hmyzu. Dohromady ale hmyz tvoří pouze malou část stravy, zhruba pouze 2 % denní stravy.
Šimpanzi také loví a to jak samostatně, tak i ve skupinách. Nejčastěji loví ptáky, opice (guerézy, kočkodany, mláďata paviánů) nebo malé savce (antilopy, mláďata prasat savanových). Jedí dokonce i želvy, jejichž krunýři bouchají do stromů, aby se rozbily. Dle některých studií samice konzumují méně masa než samci.
Tito tvorové používají k lovu také různé nástroje. Když najdou mraveniště nebo termitiště, k jeho prozkoumání použijí klacík. Pokud je větvička dostatečně plná chutných soust, šimpanz ji vytáhne a hmyz slízne. Kameny používají k louskání skořápek ořechů či jiných plodů a listy používají jako ubrousky. Někteří šimpanzi (např. šimpanzi hornoguinejští v Národním parku Taï) nechávají ořechy několik dní ve vlhké půdě, aby změkly.

### Rozmnožování a rodičovství
Šimpanzi se rozmnožují celoročně. Jsou promiskuitními živočichy – během říje se samice páří s několika samci. Kopulace je krátká, trvá přibližně pouze sedm sekund. Samci dosahují pohlavní dospělosti ve věku kolem 15 let, samice kolem 13 let.
Samice rodí po zhruba osmi měsících březosti jedno mládě. Mládě je po narození závislé na matce, která mu poskytuje potravu, teplo a ochranu a učí ho dovednostem. Novorozené mládě je téměř bezmocné, nemá dostatečně silný uchopovací reflex, který je udrží pouze pár sekund. Prvních 30 dní po narození se drží matky na břiše, poté zhruba do pěti let jezdí matce na zádech. Mláďata jsou kojena až do šesti let.
V období říje se u samic typicky projevuje zduření v anogenitální oblasti. Slouží to i jako signál pro samce, že je samice připravena na páření. Zároveň to samicím může pomoct získat potravu, protože tyto samice jsou pro samce atraktivnější.

### Predátoři
Nejčastějšími predátory jsou lidé, kteří je loví zejména pro maso, které patří k hlavním zdrojům potravy lidí v některých oblastech nebo je využíváno pro obchod. Jelikož šimpanzi tráví většinu času, včetně spánku, na stromech, je pro některá zvířata náročné se k nim dostat. Po člověku jsou nejvýznamnějšími lovci šimpanzů levharti. Levharti preferují husté lesy tropických oblastí, kde se šimpanzi přirozeně vyskytují. Dokáží šplhat po stromech a jsou dostatečně silní na lov šimpanzů; dále mohou šimpanzi být i kořistí hadů, především krajty. Častěji než dospělí jedinci bývají napadána mláďata. Kromě levhartů a hadů mohou skončit jako potrava jiných primátů nebo orlů.

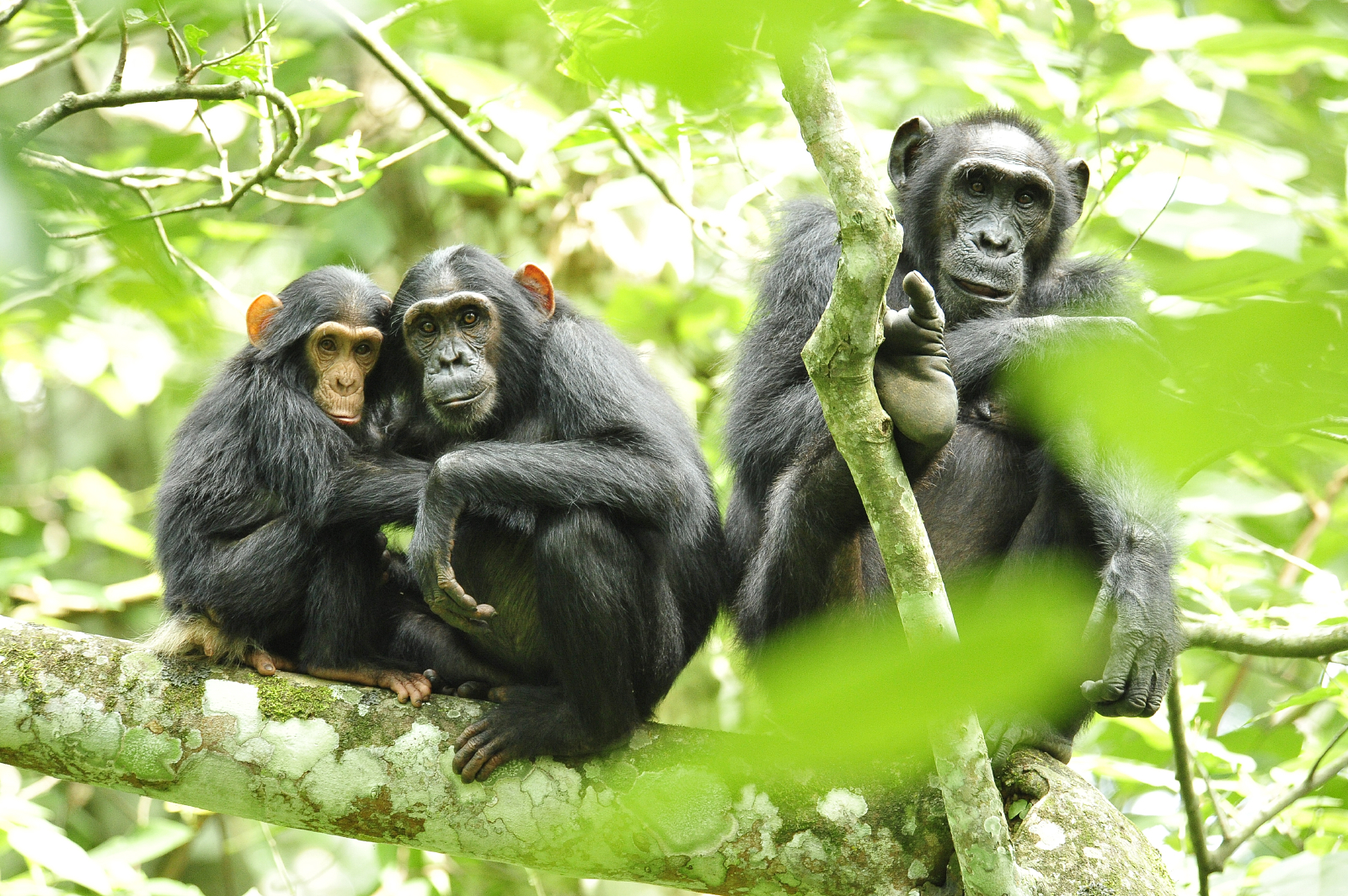
Skupina šimpanzů v Ugandě

## Chování
V zoologických zahradách se dožívají šimpanzi vysokého věku. Není výjimkou i dožití se skoro 50 let. Dlouho se tradovalo, že se bojí vody, ale dokáží si na ni časem zvyknout. Velmi rádi si vzájemně pečují o svou srst a díky tomu se zlepšuje i jejich případná nervozita.
Šimpanzi žijí v komunitách čítajících až 120 členů, kteří obývají jedno území. V těchto komunitách se členové navzájem znají, či jsou dokonce příbuznými a pravidelně se scházejí. Tlupa má v průměru necelých padesát jedinců, ale podobně jako u lidí zde jsou menší a větší skupiny. Jsou vždy vedeny alfa-samcem a jeho mužskými spojenci. Alfa-samec má také několik úkolů. Hlavními úkoly je vést tlupu, řešit konflikty mezi svými „podřízenými“ a střežit území před jinými skupinami. Na oplátku má přednostní právo při rozmnožování a jídle.
Samci hlídkují své teritorium (území a samice) a případné vetřelce mohou i zabít. O území občas bojují s jinou tlupou. Jsou zaznamenány případy, kdy konflikty trvaly mnoho let a k zabíjení členů znepřátelené tlupy šimpanzi užívali předměty jako zbraně (známá je např. válka šimpanzů v Gombe, do které se zapojila i kasekelská šimpanzí komunita). V komunitách může žít jedinec či více šimpanzů, kteří mají s alfa-samcem neshody a chtějí jej svrhnout, při čemž jej mohou i zabít.
Obdobně jako u lidských lovců-sběračů, cca 0,2 % jedinců je ročně zabito příslušníkem stejného druhu. U fyzických napadení obecně však mnohonásobně předčí primitivní lidské kmeny.

### Komunikace a signály
Ke komunikaci s ostatními šimpanzi používají širokou škálu gest, výrazů obličeje a zvuků. V roce 2019 tým vědců ze tří zemí zkoumal komunikaci šimpanzů ve volné přírodě. Mezi 2 000 prozkoumanými příklady šimpanzí komunikace objevili 58 jedinečných gest. K typickým signálům v případě, že se samec chce pářit, patří dupání nohou či třesení větví, které může být namířeno i na konkrétní samici. Výhružnými signály je zvednutí paží či plesknutí o zem, v případě nadšení se, stejně jako lidé, usmívají. Každý jedinec má své charakteristické volání, takže může být ostatními lehce rozeznán.

## Ohrožení
Mezinárodní svaz ochrany přírody zařadil šimpanze učenlivého mezi kriticky ohrožené druhy, je také zařazen do první přílohy Úmluvy o mezinárodním obchodu s ohroženými druhy volně žijících živočichů a rostlin. Za úbytek počtu šimpanzů ve volné přírodě může hlavně odlesňování, pytláctví a nemoci.

## Poddruhy
- Šimpanz čego, Pan troglodytes troglodytes (Blumenbach, 1775), je rozšířený v Kamerunu, ve Středoafrické republice, v Rovníkové Guineji, v Gabonu a v Západním a Východním Kongu. Jde o nejmohutnější z poddruhů šimpanze. Samci dorůstají hmotnosti kolem 60 kg, samice přibližně 47 kg. Holé části těla bývají již od mládí tmavé.

- Šimpanz východní, Pan troglodytes schweinfurthii (Giglioli, 1872), se vyskytuje v Středoafrické republice, v Súdánu, ve Východním Kongu, v Ugandě, Rwandě, Burundi, Tanzanii a v Zambii. Podobně jako u zbývajících poddruhů se váha obvykle pohybuje kolem 43 kg u samců a 33 kg u samic. Holé části těla jsou na rozdíl od šimpanze čego světle zbarvené.

- Šimpanz hornoguinejský, Pan troglodytes verus (Schwarz, 1929), žije v Guineji, v Mali, v Sieře Leone, v Libérii, na Pobřeží slonoviny, v Ghaně a v Nigérii.

- Šimpanz nigerijský, Pan troglodytes vellerosus (Gray, 1862), žije v Nigérii a v Kamerunu.

Takzvaný bilijský šimpanz, o němž se spekulovalo jako o novém poddruhu, či dokonce druhu šimpanze, je podle genetických analýz populací šimpanze východního.

## Chov v zoologických zahradách
Šimpanz učenlivý je v ČR chován v ZOO Ostrava, Liberec, Dvůr Králové nad Labem, Plzeň, Hodonín a Dvorec. Na Slovensku jsou šimpanzi chováni v Zoo Bratislava.
Od roku 1950 do roku 1999 chovala šimpanze také Zoo Praha. Historicky byl rovněž chován v zoologických zahradách Ústí nad Labem, Brno, Děčín a Zlín, na Slovensku pak v Zoo Bojnice a Spišská Nová Ves. 
Od roku 2021 je Zoo Ostrava pověřena vedením Evropského programu (EEP) pro šimpanze.